# 日本カトリック谷津巡回教会
日本カトリック谷津巡回教会（にほんカトリックやつじゅんかいきょうかい）は、日本の教会堂建築。所在地は静岡県静岡市葵区谷津。
座標: 北緯34度59分30.5秒 東経138度17分50.8秒 / 北緯34.991806度 東経138.297444度

## 歴史
1902年（明治35年）に創建された。1917年（大正6年）、フランス人のドエラ神父が教会堂を設計した開堂。1997年（平成9年）6月12日に国の登録有形文化財に登録されたが、2012年（平成24年）5月24日未明に放火による火災で焼失し、同年12月13日登録を抹消された。

## 所在地
- 静岡県静岡市葵区谷津389

## アクセス
- JR静岡駅から静鉄バス藁科線に乗車し谷津バス停で下車後、徒歩約5分